# And Your Bird Can Sing
〈And Your Bird Can Sing〉은 비틀즈가 1966년 영국에서 발표한 음반 《Revolver》와 미국에서 《Yesterday and Today》에 수록된 곡이다. 이 곡은 존 레논에 의해 작곡되었고 레논-매카트니에게 표기되었다. 폴 매카트니는 가사를 도왔으며 이 곡이 레논의 곡이라고 말했다. 원래 제목은 〈You Don't Get Me〉였다.